# Telford and Wrekin
Telford and Wrekin è un distretto con status di borgo e autorità unitaria della contea cerimoniale dello Shropshire, Inghilterra, Regno Unito, con sede a Telford.
L'autorità fu creata come distretto con il Local Government Act 1972, il 1º aprile, 1974 dalla fusione dei distretti urbani di Dawley, Newport, Oakengates e Wellington con il distretto rurale di Wellington e parte del distretto rurale di Shifnal.

## Parrocchie civili
- Chetwynd
- Chetwynd Aston and Woodcote
- Church Aston
- Dawley Hamlets
- Edgmond
- Ercall Magna
- Eyton Upon the Weald Moors
- Great Dawley
- Hadley and Leegomery
- Hollinswood and Randlay
- Ketley
- Kynnersley
- Lawley and Overdale
- Lilleshall and Donnington
- Little Wenlock
- Madeley
- Newport
- Oakengates
- Preston Upon The Weald Moors
- Rodington
- St George's and Priorslee
- Stirchley and Brookside
- The Gorge
- Tibberton and Cherrington
- Waters Upton
- Wellington
- Wrockwardine
- Wrockwardine Wood and Trench